# Horemheb
Horemheb (uralkodói nevén Dzseszerheperuré Szetepenré, görögösen Armeszisz; ur.: kb. i. e. 1319 – i. e. 1292) az  ókori egyiptomi XVIII. dinasztia utolsó fáraója. Feltehetőleg közembernek született, nem fűzte vérrokonság az uralkodócsaládhoz. Katonai pályafutása során emelkedett egyre magasabbra a ranglétrán, mígnem Tutanhamon uralkodása alatt egyike volt azoknak, akik az országot irányították a gyermekkorú fáraó helyett. Bár Horemheb volt Tutanhamon kijelölt örököse, az ifjú uralkodó halálakor Ay vezír lépett trónra. Horemheb csak Ay halála után lett fáraó; elődje emlékét igyekezett elpusztítani.
Valószínűleg Horemheb utasítására kezdődött meg Ehnaton fővárosának, Ahet-Atonnak a lerombolása, és az ő uralma alatt fejeződött be az ország visszatérése a régi kerékvágásba az Amarna-reformok után. Igyekezett megszilárdítani a belső rendet és visszaverni a hettiták támadását. Építkezéseket folytatott Karnakban; elődei több szobrát is kisajátította. Utódjának katonatársát és barátját, Paramesszut nevezte ki, akit I. Ramszesz néven ismerünk, és akinek leszármazottai dinasztiaalapítóként tekintettek Horemhebre és nagy tiszteletben tartották.

## Útja a trónig
Horemheb nem titkolta, hogy közembernek született; koronázási feliratán – mely egy, ma a torinói Egyiptomi Múzeumban található szobor hátulján olvasható – hangsúlyozza, hogy szülővárosának istene, a hutneszui Hórusz választotta ki még ifjú korában, hogy uralkodó legyen. Családi hátteréről semmit nem tudunk (bár egy feliratán III. Thotmeszt ősének nevezi, ami akár utalhat távoli rokonságra a királyi családdal), pályája kezdetéről is csak keveset. Elképzelhető, hogy azonos egy bizonyos Paatonemheb parancsnokkal, aki III. Amenhotep és Ehnaton uralkodása alatt magas katonai rangot töltött be, és akinek sírja maradt fenn Amarnában (TA24), de erre nincs bizonyíték.
Tutanhamon trónra kerülése után a gyermekkorú uralkodó helyett Horemheb, a seregek főparancsnoka és Ay vezír irányították az országot. Mivel Egyiptom veszíteni kezdett nagyhatalmi helyzetéből, és a Hettita Birodalom hatalma egyre nőtt, a hadsereg nem támogatta tovább az Amarna-reformokat. Horemheb koronázási feliratán megemlíti, ő javasolta Tutanhamonnak, hogy hagyja el az Ehnaton által építtetett fővárost, Ahet-Atont a reformok kudarca után, „mikor kitört a zűrzavar a palotában”. Szakkarai sírjában Horemheb utal arra, hogy összeütközésbe került a hettitákkal.
Több intézkedést, melyeket Horemheb koronázási felirata és karnaki ediktuma az ő tetteként említ, Tutanhamon ideje alatt hajtottak ugyan végre, de valószínűleg Horemheb parancsára. Az ún. Restaurációs sztélé részletesen beszámol erről az időszakról, és negatív fényben mutatja be az Ehnaton utáni állapotokat. Miközben folyt a visszatérés a régi istenek kultuszához, templomaikat felújították, papságukat újra felállították, Ehnaton Aton-templomait elkezdték lebontani. A közigazgatás is újjászerveződött. Mindezeket a kincstárnok, Maja felügyelte.
Horemheb címei azt mutatják, Tutanhamon őt tekintette örökösének arra az esetre, ha gyermektelenül halna meg. Mikor azonban a fáraó meghalt, Horemheb épp a hettiták ellen harcolt, feltehetőleg távol volt a palotától, így tudta Ay magához ragadni a hatalmat, feltehetőleg Tutanhamon özvegye, Anheszenamon támogatásával, aki valószínűleg Ay unokája volt. A legelfogadottabb elmélet szerint Anheszenamon volt az a királyné, akit a korabeli hettita feljegyzések Dahamunzu néven említenek, és aki írt a hettita I. Suppiluliumas királynak, hogy küldje el neki egyik fiát férjül, így egyesítsék a két birodalmat. Ay minden bizonnyal tudott erről a tervről, és támogatta, Horemheb azonban nem, és az Egyiptomba tartó hettita herceget, Zannanzát feltehetőleg az ő csapatai ölték meg, hosszú háborút kirobbantva a hettitákkal.
Ay idős emberként lépett trónra, és uralkodása csak rövid ideig tartott. Kinevezett utódja egy Nahtmin nevű parancsnok volt, aki a fia lehetett vagy az unokája. Nahtmin feltehetőleg korábban meghalt, mint Ay, és Horemhebnek sikerült trónra lépnie. Ay, valamint Nahtmin feliratait és szobrait igyekezett elpusztítani, Aynak még a sírját is megszentségtelenítette. Horemheb, mivel nem volt királyi származású, úgy igyekezett igazolni trónigényét, hogy azt állította, Hórusz választotta őt uralkodónak; trónra lépéséről az erősen mitikus hangvételű Horemhebet az istenek királlyá teszik című feliraton számol be.
Egy feltételezés szerint Horemheb azzal is próbálta hatalmát törvényesíteni, hogy feleségül vette Ay lányát. (Első felesége, Amenia már korábban meghalt.) Királynéjának, Mutnedzsmetnek a neve valóban hasonlít Ay lányának nevére (bár utóbbit újabban inkább Mutbenretként olvassák), de a két személy azonossága nem teljesen bizonyított, azonkívül a házasság legitimizáló ereje is megkérdőjelezhető, mivel maga Ay – bár nagy valószínűséggel fűzték rokoni kapcsolatok a királyi családhoz – nem származott királyi vérből. Mutnedzsmet nem viseli a „király leánya” címet, de ez betudható annak is, hogy Ayt nem tartották nagy tiszteletben Horemheb uralkodása alatt.

## Uralkodása

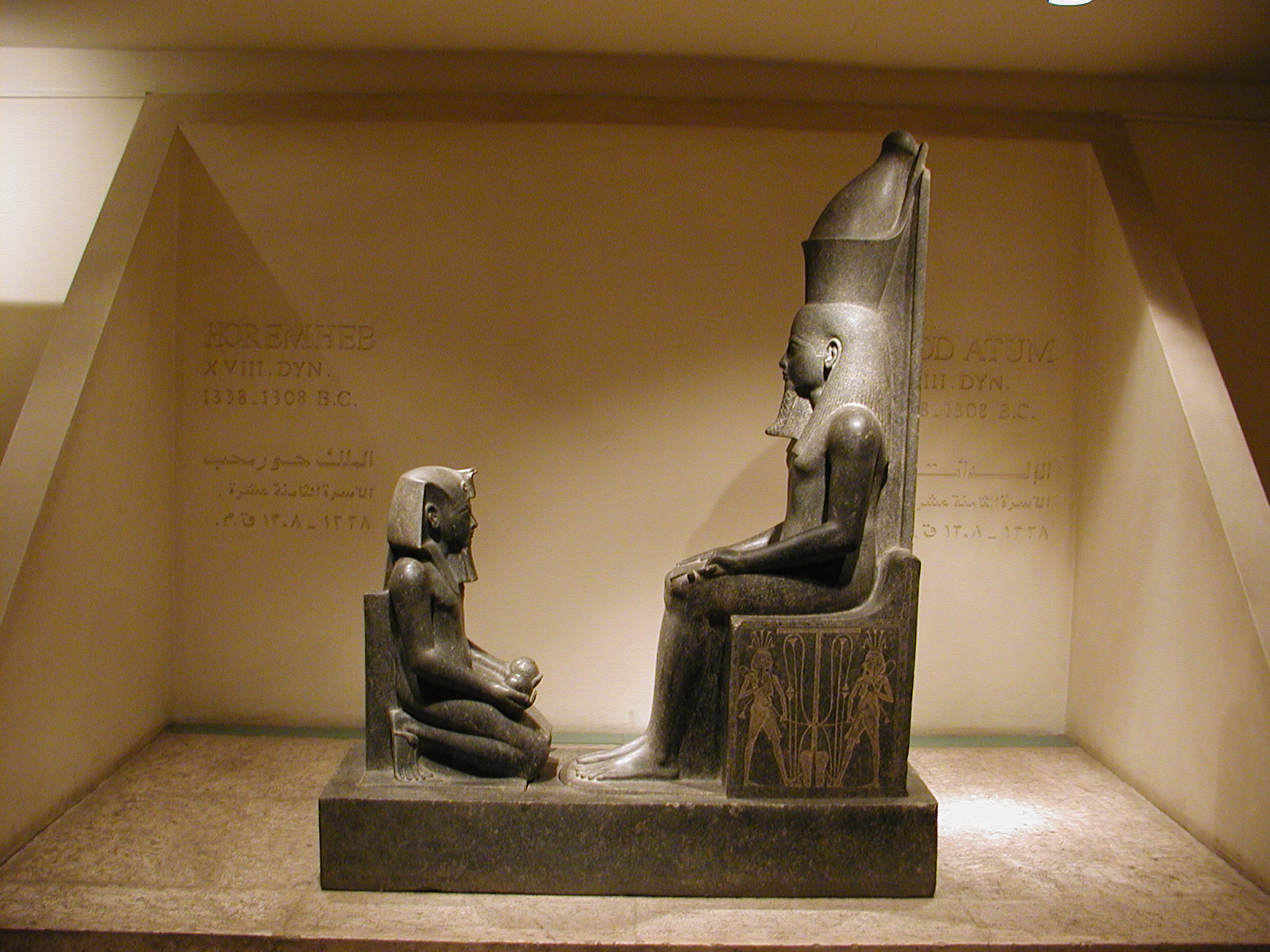
Horemheb Atum előtt hódol (Luxori Múzeum)

A trónra lépte előtti életéhez képest uralkodása eseménytelenebbnek tűnik. Folytatta, amit Tutanhamon uralkodása alatt megkezdett; karnaki ediktumában beszámol jogi intézkedéseiről, a közigazgatás rendbetételéről. Nagy építkezésekbe kezdett, többek közt a karnaki Ámon-templom nagy oszlopcsarnoka is ekkor épült. Ezzel párhuzamosan folyhatott az eddig még lakott Ahet-Aton lerombolása, köveinek elhordása más építkezésekhez. Ő romboltatta le Ehnaton karnaki Aton-templomát, a Gempaaton-komplexumot is, melynek építőköveit megtalálták Horemheb építményeibe beépítve. Ehnaton és családja képeit megrongáltatta, nevüket kivésette, szobraikat eltulajdonította; uralma végére az Amarna-kor szinte minden emlékét eltüntette.
Folytatódott a háborúskodás a hettitákkal; mint az a hettita feljegyzésekből kitűnik, a hettiták megtámadták Amkát, megsértve ezzel Egyiptom felségterületét. Az egyiptomiak erre elfoglalták Kádest, majd lázadást szítottak a hettitákhoz tartozó délebbi területeken, de győzelmük csak rövid ideig tartott; a hettiták már a következő évben visszafoglalták elvesztett területeiket. A korábban egyiptomi vazallus Amurru szintén a hettitákhoz került, és Egyiptom sikertelenül próbálta visszafoglalni. Később megegyezhettek egymással; egy későbbi hettita szöveg említ egy egyezséget, melyet később, I. Széthi uralkodása alatt megszegtek.
Horemheb uralkodásának hosszát nehéz pontosan megállapítani. Legkésőbbi feljegyzett uralkodási éve a 13., ezt szakkarai sírjában találták hieratikus írással egy alabástromvázán, más forrásokból azonban közvetetten úgy tűnik, 27-28 évig uralkodott (ami viszont nem magyarázza meg Királyok völgye-beli sírjának befejezetlenségét). Az abüdoszi királylistán az Amarna-kor uralkodóit és közvetlen utódaikat kihagyták, így Horemheb közvetlenül III. Amenhotepet követi.
Horemhebnek nem volt fia, akit kijelölhetett volna örökösének – Ameniától nem tudni, született-e gyermeke, Mutnedzsmetnek pedig, bár csontjai vizsgálata azt mutatja, több gyermeket szült, nem maradt élő gyermeke. Felmerült, hogy II. Ramszesz egyik felesége, Iszetnofret Horemheb lánya volt, de erre nincs bizonyíték. Utódjául katonatársát, Paramesszut nevezte ki, aki uralkodása utolsó éveiben vezírként szolgált mellette, és már volt fia, Széthi, aki továbbviheti majd dinasztiáját.

## Sírjai
Horemhebnek legalább két sírja készült: trónra lépése előtt Szakkarában, Memphisz mellett, trónralépte után pedig a Királyok völgyében (amennyiben azonos Paatonemhebbel, úgy Ahet-Atonban is volt egy sírja). Ő maga a Királyok völgyebeli Királyok völgye 57-es sírba temetkezett; a szakkarai sírba temették Ameniát, valamint Mutnedzsmetet, aki feltehetőleg még azelőtt halt meg, hogy Horemheb új sírja elkészülhetett volna. Ameniával közös szobra, amely még trónra lépése előtt, nemesemberként ábrázolja Horemhebet, ebből a sírból került elő.

## Titulatúra
A fáraók titulatúrájának magyarázatát és történetét lásd az Ötelemű titulatúra szócikkben.
| G5 |

| G5 |

| E2 · D40 | M44 | G43 | G13 | S29 | P8 | Z7 |

| E2 · D40 | M44 | G43 | G13 | S29 | P8 | Z7 |

| E2 · D40 | M44 | G43 | G13 | S29 | P8 | Z7 |

| E2 · D40 | M44 | G43 | G13 | S29 | P8 | Z7 |

| G5 |

| G5 |

| E2 · D40 | M44 | G43 | G13 | S29 | P8 | Z7 |

| E2 · D40 | M44 | G43 | G13 | S29 | P8 | Z7 |

| E2 · D40 | M44 | G43 | G13 | S29 | P8 | Z7 |

| E2 · D40 | M44 | G43 | G13 | S29 | P8 | Z7 |

| G16 |

| G16 |

| G36 · r | U16 · t | Z3 | m | i | p · t | Q1 | Q1 | Q1 |

| G36 · r | U16 · t | Z3 | m | i | p · t | Q1 | Q1 | Q1 |

| G16 |

| G16 |

| G36 · r | U16 · t | Z3 | m | i | p · t | Q1 | Q1 | Q1 |

| G36 · r | U16 · t | Z3 | m | i | p · t | Q1 | Q1 | Q1 |

| G8 |

| G8 |

| O4 · r | Y1 · D2 · Z1 | C10 | s | L1 | N17 · N17 |

| O4 · r | Y1 · D2 · Z1 | C10 | s | L1 | N17 · N17 |

| G8 |

| G8 |

| O4 · r | Y1 · D2 · Z1 | C10 | s | L1 | N17 · N17 |

| O4 · r | Y1 · D2 · Z1 | C10 | s | L1 | N17 · N17 |

| M23 | L2 |

| M23 | L2 |

| N5 | D45 | L1 | Z3 | N5 | U21 · n |

| N5 | D45 | L1 | Z3 | N5 | U21 · n |

| N5 | D45 | L1 | Z3 | N5 | U21 · n |

| N5 | D45 | L1 | Z3 | N5 | U21 · n |

| N5 | D45 | L1 | Z3 | N5 | U21 · n |

| N5 | D45 | L1 | Z3 | N5 | U21 · n |

| N5 | D45 | L1 | Z3 | N5 | U21 · n |

| N5 | D45 | L1 | Z3 | N5 | U21 · n |

| M23 | L2 |

| M23 | L2 |

| N5 | D45 | L1 | Z3 | N5 | U21 · n |

| N5 | D45 | L1 | Z3 | N5 | U21 · n |

| N5 | D45 | L1 | Z3 | N5 | U21 · n |

| N5 | D45 | L1 | Z3 | N5 | U21 · n |

| N5 | D45 | L1 | Z3 | N5 | U21 · n |

| N5 | D45 | L1 | Z3 | N5 | U21 · n |

| N5 | D45 | L1 | Z3 | N5 | U21 · n |

| N5 | D45 | L1 | Z3 | N5 | U21 · n |

| G39 | N5 | \| \| |
|     |    |       |

|  |

| G39 | N5 | \| \| |
|     |    |       |

|  |

| i | mn · n · U7 | N | G5 | Aa13 · Hb |

| i | mn · n · U7 | N | G5 | Aa13 · Hb |

| i | mn · n · U7 | N | G5 | Aa13 · Hb |

| i | mn · n · U7 | N | G5 | Aa13 · Hb |

| i | mn · n · U7 | N | G5 | Aa13 · Hb |

| i | mn · n · U7 | N | G5 | Aa13 · Hb |

| i | mn · n · U7 | N | G5 | Aa13 · Hb |

| i | mn · n · U7 | N | G5 | Aa13 · Hb |

| G39 | N5 | \| \| |
|     |    |       |

|  |

| G39 | N5 | \| \| |
|     |    |       |

|  |

| i | mn · n · U7 | N | G5 | Aa13 · Hb |

| i | mn · n · U7 | N | G5 | Aa13 · Hb |

| i | mn · n · U7 | N | G5 | Aa13 · Hb |

| i | mn · n · U7 | N | G5 | Aa13 · Hb |

| i | mn · n · U7 | N | G5 | Aa13 · Hb |

| i | mn · n · U7 | N | G5 | Aa13 · Hb |

| i | mn · n · U7 | N | G5 | Aa13 · Hb |

| i | mn · n · U7 | N | G5 | Aa13 · Hb |